# Pulau Fani
Pulau Fani är en ö i Indonesien.   Den ligger i provinsen Papua Barat, i den nordöstra delen av landet, 2 800 km öster om huvudstaden Jakarta. Arean är 6,5 kvadratkilometer.
Terrängen på Pulau Fani är mycket platt. Öns högsta punkt är 29 meter över havet. Den sträcker sig 4,3 kilometer i nord-sydlig riktning, och 2,5 kilometer i öst-västlig riktning.